# Distrito de Santa Rosa de Quives
El distrito de Santa Rosa de Quives es uno de los siete que conforman la provincia de Canta, ubicada en el departamento de Lima en el Perú. Se halla en la circunscripción del Gobierno Regional de Lima.
Dentro de la división eclesiástica de la Iglesia Católica del Perú, pertenece a la Diócesis de Carabayllo.

## Historia
El distrito fue creado mediante Ley del 16 de enero de 1952, en el gobierno del Presidente Manuel A. Odría.

## Autoridades

### Municipales
- 2023-2026
  -  Alcalde: Luis Fernando Agurto Cárdenas, Patria Joven (PJ)
  -  Regidores :

  1. GLADYS ALBITES QUISPE, Patria Joven (PJ)
  2. LUIS FRANCISCO MORALES FERNANDEZ, Patria Joven (PJ)
  3. CRISS NICOL GUIZADO QUISPE, Patria Joven (PJ)
  4. SANTIAGO JHONY GRADOS HUAMANI, Patria Joven (PJ)
  5. JAVIER SOLIS CAMAN HUAMAN Justicia por el Perú (JP)

- 2015-2018
  - Alcalde: Virgilio Jeri Moreno, Partido Siempre Unidos (SU)
  - Regidores:

  1. Jhon Alonso Rojas Ccoillo (Siempre Unidos)
  2. César Florentino Ciprian Gutpedoz (Siempre Unidos)
  3. Fiorella Llocce Pastor (Siempre Unidos)
  4. Carlos Antonio Mallqui Albino (Siempre Unidos)
  5. Luis Fernando Agurto Cárdenas (Alianza Para El Progreso)
- 2011-2014[1]
  - Alcalde: Amador Seras Reinoso, Movimiento Concertación para el Desarrollo Regional (CDR).[2]
  - Regidores: Alfredo Solís Huamán (CDR), Dina Rosa Pérez Zevallos de Astocóndor (CDR), Freddy Edgar Córdova Luis (CDR), Edgar Chávez Cárdenas (CDR), Juan Clemente Siuce Cerrón (Siempre Unidos).
- 2007-2010[3]
  - Alcalde: Wilfredo Limber Huapaya Vilcapoma, Partido Siempre Unidos (SU).
- 2003-2006
  - Alcalde: Amador Seras Reinoso, Lista independiente Para Canta y por Canta.
- 1999-2002
  - Alcalde: Luis Alberto Vivanco Córdova, Movimiento Fuerza Independiente Santa Rosa de Quives.
- 1996-1998
  - Alcalde: Luis Alberto Vivanco Córdova, Lista independiente N.º 25 Fuerza Independiente .
- 1993-1995
  - Alcalde: Edilberto Oyague Vargas, Alianza Izquierda Unida.
- 1990-1992
  - Alcalde: Edilberto Oyague Vargas, Izquierda Unida.

### Policiales
- Comisaría  
  - Comisario: Capitán PNP.

```
             Eduar O. DUIRE RAMIREZ.
```

### Religiosos
- Diócesis de Huacho[4]
  - Obispo de Huacho: Mons. Antonio Santarsiero Rosa, OSI.
- Parroquia[5]
  - Párroco: Pbro.

## Educación

### Instituciones educativas
- IE 3510 San Antonio de Padua (inicial, primaria y secundaria)
- IE 20291 Santa Rosa de Quives (inicial y primaria)
- IE Santa Rosa de Yangas (inicial, primaria y secundaria )
- IE 3520 Agropecuario Zapan (inicial, primaria y secundaria)
- IE República de Holanda (inicial y primaria)
- IE 21004-2 El Olivar (inicial, primaria y secundaria)
- IE Santa Rosa De Lima (inicial, primaria y secundaria).

## Festividades, cultura y aventura
- 30 de agosto: Santa Rosa de Lima. Todos los años los devotos de distintas partes del país llegan a depositar sus cartas en el Pozo de los Deseos.

## Lugares de interés
- Cortijo-Fundo Santa Rosa de Quives: Se desarrollan deportes de aventura como canopy, cuatrimotos y juegos taurinos ("torokach") entre otros.

## Agricultura y ganadería
- Uno de los principales productos frutales es la Palta, así mismo Santa Rosa de Quives es uno de los distritos productores de Chirimoya, Melocotón, Guanabana, Mango, Fresa y Pacay.
- Aquí podemos encontrar la Ganadería de Pura Casta "El Molle" y la plaza de tienta "Santos Hurtado" ubicados en el Cortijo Fundo Santa Rosa De Quives donde se vive con mucha diversión la fiesta de la tauromaquia.
- Los campesinos Santarosinos suelen cultivar vegetales y verduras como brócoli, lechuga, Culantro, Berenjena, Zapallito Italiano, Betarragas, Cebolla China, Maíz morado, etc.
- Se sostiene la crianza de cabras, vacas, y también de cuyes.